# Bareuge salja
Bareuge salja (바르게 살자?, Parŭge saljaMR), noto anche con il titolo internazionale Going by the Book, è un film del 2007 diretto da Ra Hee-chan.

## Trama
Jung Do-man è un vigile noto per eseguire ogni suo compito "alla lettera"; quando i suoi superiori organizzano una finta rapina come dimostrazione dell'efficienza della polizia e gli assegnano il ruolo del criminale, Do-man mostra un lato della sua personalità che era sempre rimasto nascosto a tutti.